# 강가애 (축구 선수)
강가애(1990년 12월 10일~)는 대한민국의 여자 축구 선수로 현재 WK리그 세종 스포츠토토에서 골키퍼로 뛰고 있다.

## 어린 시절
초등학교 6학년때부터 쌍둥이 동생인 강나루와 축구를 시작했다. 본래 동생인 강나루가 골키퍼였지만 부상을 당해서, 언니인 강가애가 골키퍼를 맞게 된 것을 계기로 계속해서 골키퍼를 맞게 되었다. 이후 동생 강나루와 함께 덕천초등학교, 안양부흥중학교, 여주대학교를 거쳤다.

## 선수 경력
- 2015년 2월 1일 기준

### 구단 경력
| 클럽            | 시즌 | WK리그 | WK리그 | 전국여자축구선수권대회 | 전국여자축구선수권대회 | 전국체육대회 | 전국체육대회 | 통산 | 통산 |
| 클럽            | 시즌 | 출장   | 득점   | 출장                   | 득점                   | 출장         | 득점         | 출장 | 득점 |
| --------------- | ---- | ------ | ------ | ---------------------- | ---------------------- | ------------ | ------------ | ---- | ---- |
| 충남 일화 천마  | 2011 | 0      | 0      | 0                      | 0                      | 0            | 0            | 0    | 0    |
| 충남 일화 천마  | 2012 | 19     | 0      | 3                      | 0                      | 1            | 0            | 23   | 0    |
| 대전 스포츠토토 | 2013 | 2      | 0      | 1                      | 0                      | 0            | 0            | 3    | 0    |
| 대전 스포츠토토 | 2014 | 23     | 0      | 2                      | 0                      | 1            | 0            | 26   | 0    |
| 대전 스포츠토토 | 2015 |        |        |                        |                        |              |              |      |      |
| 통산            | 통산 | 44     | 0      | 6                      | 0                      | 2            | 0            | 52   | 0    |

### 국가대표팀 경력

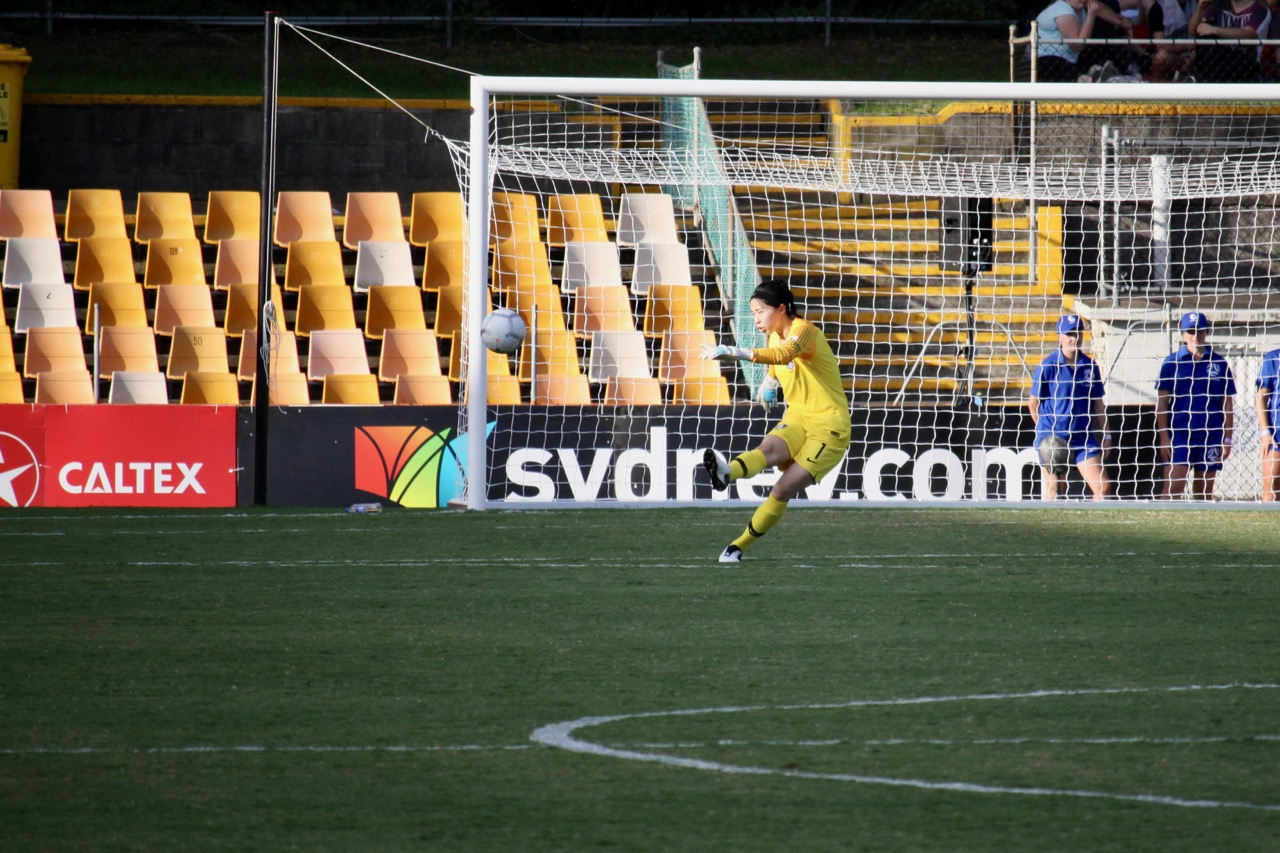
아르헨티나와의 오스트레일리아 4개국 친선 대회 경기 당시의 강가애(2019년 2월 28일)

강경애는 2010년 대한민국 U20 대표팀 단일 경기에 출전해 독일 헤세를 6-2로 꺾었다. 그녀는 2016년 6월 4일 미얀마와의 친선 경기에서 5-0 승리를 거두며 클린 시트를 유지하면서 성인 국가대표팀 데뷔를 했다. 2017 사이프러스 컵 에서 스위스에 1-0으로 패한 7번째 경기까지 골을 허용하지 않았다.

## 수상 경력

### 대회 기록
충남 일화 천마 (2011~2012)
- 전국여자축구선수권대회 우승 ● (1회): 2011

대전 스포츠토토 (2013~)
- 전국여자축구선수권대회 준우승 ● (2회): 2013

대한민국 여자 U-20 축구 국가대표팀 (2010~)
- 2010년 FIFA U-20 여자 월드컵 3위 ●

### 개인 기록
- 2012년 WK리그 올스타전 출전